# Runaways
A Runaways 2017 és 2019 között vetített amerikai szuperhős sorozat, amit Josh Schwartz és Stephanie Savage alkotott. A főbb szerepekben Rhenzy Feliz, Lyrica Okano, Virginia Gardner, Ariela Barer, Gregg Sulkin,  Allegra Acosta és Angel Parker
Amerikában a Hulu mutatta be 2017. november 21-én, Magyarországon a Viasat 3 mutatta be 2018. január 16-án. A második és a harmadik évadot Magyarországon a Viasat 6 mutatta be.

## Cselekmény
Hat különböző hátterű tinédzser egyesül egy közös ellenség ellen - bűnöző szüleik ellen, akik közösen vezetik a Pride nevű szervezetet. A második évadban a tinédzserek már menekülnek szüleik elől, egyedül élnek, és kitalálják, hogyan állítsák meg a Pride-ot. A harmadik évadban Nico Minoru és a csapat többi tagja szembeszáll az idegenekkel és Morgan le Fay-jel.

## Szereplők

### Főszereplők
| Színész                  | Szereplő              | Magyar hang         | Leírás |
| ------------------------ | --------------------- | ------------------- | --- |
| Rhenzy Feliz             | Alex Wilder           | Csiby Gergely       | Kocka, aki vágyik arra, hogy újra találkozzon a gyerekkori barátaival. Magas intelligenciával rendelkezik, és ő a Runaways vezetője.                             |
| Lyrica Okano             | Nico Minoru           | Molnár Ilona        | Wicca, aki gótikus megjelenésével elszigeteli magát, és a Runaways tagja.                                                                                        |
| Virginia Gardner         | Karolina Dean         | Csifó Dorina        | A vallásos neveltetése által megterhelt ember-alien hibrid, aki saját vágyait akarja megvalósítani, ahelyett, hogy anyja nyomdokaiba lépne, és a Runaways tagja. |
| Ariela Barer             | Gert Yorkes           | Hermann Lilla       | Riot grrrl, társadalmi aktivista és a Runaways tagja. Telepatikus kapcsolatban áll a genetikailag módosított dinoszauruszával, Old Lace-szel.                    |
| Gregg Sulkin             | Chase Stein           | Baráth István       | Középiskolai lacrosse játékos, akit gyakran hülye sportolónak néznek, de zseniális mérnöki képességekkel rendelkezik, és a Runaways tagja.                       |
| Allegra Acosta           | Molly Hayes Hernandez | Pekár Adrienn       | A Runaways legfiatalabb tagja, akit pozitív hozzáállása jellemez. Molly felfedezi, hogy emberfeletti erővel és sebezhetetlenséggel rendelkezik.                  |
| Angel Parker             | Catherine Wilder      | Timkó Eszter        | Alex édesanyja, aki sikeres ügyvéd és a Pride tagja. |
| Ryan Sands               | Geoffrey Wilder       | Bognár Tamás        | Alex édesapja és egy üzletember, aki kimerítő utat járt be a sikerhez, és a Pride tagja.                                                                         |
| Annie Wersching          | Leslie Dean           | Solecki Janka       | Karolina édesanyja, a Gibborim Egyház szektaszerű vallási csoport egyik vezetője és a Pride tagja.                                                               |
| Kip Pardue               | Frank Dean            | Szatory Dávid       | Karolina apja, az egykori tinisztár, aki profi színészi karrierjével küzd, és a Gibborim Egyház egyik vezetője lesz.                                             |
| Ever Carradine           | Janet Stein           | Erdős Borcsa        | Chase anyja, akinek briliáns elméje van, "tökéletes szülői munkaközösségi anyuka" és a Pride tagja.                                                              |
| Sorel Carradine (fiatal) | Janet Stein           | Tamási Nikolett     | Chase anyja, akinek briliáns elméje van, "tökéletes szülői munkaközösségi anyuka" és a Pride tagja.                                                              |
| James Marsters           | Victor Stein          | Czvetkó Sándor      | Chase apja, egy mérnökzseni és a Pride tagja. |
| Tim Pocock (fiatal)      | Victor Stein          | Moser Károly        | Chase apja, egy mérnökzseni és a Pride tagja. |
| Brigid Brannagh          | Stacey Yorkes         | Kiss Virág Magdolna | Gert édesanyja, aki biomérnök és a Pride tagja. |
| Kevin Weisman            | Dale Yorkes           | Karácsonyi Zoltán   | Gert apja, biomérnök és a Pride tagja. |
| Brittany Ishibashi       | Tina Minoru           | Ősi Ildikó          | Nico édesanyja, aki zseniális újító, kíméletlen vezérigazgató és maximalista "tigrisanya", aki a Pride tagja.                                                    |
| James Yaegashi           | Robert Minoru         | Hamvas Dániel       | Nico apja és a Pride tagja, aki egy zseniális újító. |
| Julian McMahon           | Jonah                 |                     | Karolina biológiai apja, a Gibborim nevű idegen faj tagja, aki a Pride jótevője.                                                                                 |
| Clarissa Thibeaux        | Xavin                 |                     | Alakváltó idegen, aki hisz egy jóslatban, miszerint Karolina jegyese.                                                                                            |

### Mellékszereplők
| Színész              | Szereplő            | Magyar hang         | Leírás                                                                                    |
| -------------------- | ------------------- | ------------------- | ----------------------------------------------------------------------------------------- |
| Danielle Campbell    | Eiffel              | Laudon Andrea       | Lány, aki az Atlas Akadémiára jár, és lenézi Karolinát, és belezúgott Chase-be.           |
| DeVaughn Nixon       | Darius Davis        | Welker Gábor        | Geoffrey régi társa, aki neheztel rá.                                                     |
| Cody Mayo            | Vaughn Kaye         | Czető Roland        | Leslie Dean asszisztense a Gibborim templomban.                                           |
| Alex Fernandez       | Flores              | Barbinek Péter      | Rendőrhadnagya, aki a Pride-nak dolgozik.                                                 |
| Ozioma Akagha        | Tamar Davis         | Bogdányi Titanilla  | Darius Darius, aki terhes, és végül megszülte fiát, Xerxest.                              |
| Különböző bábok      | Csipke              | Nem szólal meg      | Genetikailag módosított Deinonychus, amely telepatikus kapcsolatban áll Gert Yorkes-szal, |
| Ajiona Alexus        | Livvie              | Szűcs Anna Viola    | Darius sógornője és Alex szerelmi érdeklődése.                                            |
| Myles Bullock        | Anthony "AWOL" Wall | Gacsal Ádám         | Flores korrupt társa, aki a Szökevények után nyomoz.                                      |
| Elizabeth Hurley     | Morgan le Fay       | Bertalan Ágnes      | A Sötét Dimenzió hatalmas varázslónője                                                    |
| Vladimir Caamaño     | Gene Hernandez      | Penke Bence         | Geológus, aki Molly apja és a Pride egykori tagja, aki egy tűzvészben meghalt.            |
| Stan Lee             | Limuzin sofőr       | Kajtár Róbert       | Limuzin sofőr.                                                                            |
| Jan Luis Castellanos | Topher              | Berkes Bence        | Titokzatos, szupererős utcagyerek, aki rövid időre csatlakozik a Szökevényekhez.          |
| Damien Diaz          | Oscar Gonzalez      | Molnár Levente      | Destiny testvére, akit Frank önvédelemből megöl.                                          |
| Kara Royster         | Wendy               | Tamási Nikolett     | Ezeréves alkalmazott a Pride-nál, aki érdeklődik Chase iránt.                             |
| Claudia Sulewski     | Julie               | Tamási Nikolett     | Karolina barátnője egy alternatív jövőből.                                                |
| John Ales            | Quinton, a nagy     | Csőre Gábor         | Nagy bűvész és a Hostel eredeti tulajdonosa.                                              |
| Granville Ames       | Curtis Stein        | Petridisz Hrisztosz | Victor apja és Chase nagyapja.                                                            |
| Elliot Fletcher      | Max                 | Timon Barna         | Szerencsétlen WIZARD gyakornok, aki összebarátkozik Gert-tel.                             |

### Magyar változat
- Magyar szöveg: Boros Karina
- Hangmérnök: Császár Bíró Szabolcs
- Vágó: Pilipár Éva
- Gyártásvezető: Németh Piroska
- Szinkronrendező: Faragó József
- Produkciós vezető: Németh Napsugár
- Stúdió: SDI Media Hungary

## Évados áttekintés
| Évad | Évad | Részek száma | Részek száma | Eredeti sugárzás   | Eredeti sugárzás   | Eredeti adó | Magyar sugárzás      | Magyar sugárzás    | Magyar adó |
| Évad | Évad | Részek száma | Részek száma | Évadbemutató       | Évadzáró           | Eredeti adó | Évadbemutató         | Évadzáró           | Magyar adó |
| ---- | ---- | ------------ | ------------ | ------------------ | ------------------ | ----------- | -------------------- | ------------------ | ---------- |
|      | 1.   | 10           | 10           | 2017. november 21. | 2018. január 9.    | Hulu        | 2018. január 16.     | 2018. március 20.  | Viasat 3   |
|      | 2.   | 13           | 13           | 2018. december 21. | 2018. december 21. | Hulu        | 2019. április 4.     | 2019. június 27.   | Viasat 6   |
|      | 3.   | 10           | 10           | 2019. december 13. | 2019. december 13. | Hulu        | 2020. szeptember 10. | 2020. november 12. | Viasat 6   |

## A sorozat készítése
Brian K. Vaughant 2008 májusában szerződtette a Marvel Studios, hogy írjon forgatókönyvet a Runaways című képregénye alapján. 2010 áprilisában a Marvel Peter Sollettet bízta meg a film rendezésével, egy hónappal később pedig Drew Pearce szerződött az új forgatókönyv megírására. A film fejlesztését a következő év októberében felfüggesztették, Pearce pedig 2013 szeptemberében kifejtette, hogy a Runaways-filmet a Bosszúállók sikere miatt félretették; a film legkorábban a Marvel-moziuniverzum harmadik fázisában készülhetne el. 2014 októberében, miután bejelentették, hogy a Marvel harmadik fázisának filmjei a Runaways nélkül készülnek, Kevin Feige, a Marvel Studios elnöke azt mondta, hogy a projekt "még mindig egy fantasztikus forgatókönyv, amely létezik a forgatókönyvtárunkban ...". A televíziós és jövőbeli filmes megbeszéléseink során mindig erről beszélünk, mert van egy szilárd vázlatunk. [De] nem tudjuk mindet megcsinálni."
Az ABC stúdióban működő Marvel Television a megfelelő showrunnerre várt, mielőtt továbblépett volna a karakterek televíziós feldolgozásával. Josh Schwartz és Stephanie Savage, akiknek a Fake Empire Productions nevű cége átfogó szerződést kötött az ABC-vel, egymástól függetlenül felvetették a tulajdonságot egy általános megbeszélésen a stúdióval, és 2016 augusztusára a páros egy évet töltött azzal, hogy a Marvellel beszélgessenek a Runaways tévésorozattá alakításáról. Még abban a hónapban bejelentették, hogy a Hulu streaming szolgáltatás megrendelte a Runaways bevezető epizódját és egy teljes évad forgatókönyvét, amelyet a Marvel Television, az ABC Signature Studios és a Fake Empire Productions közösen fog gyártani.

### Forgatás
A bevezető rész forgatása 2017. február 10-én kezdődött Los Angelesben, Rugrats munkacímmel és március 3-án fejeződött be. Az évad hátralévő részének forgatása június végén kezdődött, ismét Los Angelesben. Az évad forgatása október 21-re befejeződött.
A második évad forgatása 2018. április 23-án kezdődött, ismét Los Angelesben. Az évad forgatása 2018. szeptember végéig tartott. 2019. május 13-án kezdődött a harmadik évad forgatása.